# Лонгченпа
Лонгченпа або Лонгчен Рабжампа (тиб. ཀློང་ཆེན་པ་,ཀློང་ཆེན་པ་, Вайлі Klong-chen rab-'byams-pa) (2 березня 1308, У-Цанг, Тибет — 1363) — вчитель тибетського буддизму, один з найвидатніших письменників в історії школи Ньїнґма, систематизатор вчень про дзогчен. Залишив після себе величезну літературну спадщину — серію філософських поетичних текстів, що відрізняються збалансованою структурою і афористичністю. Найвідоміший твір Лонгчепи — Сім Скарбниць.

## Перелік імен
Лонгченпу також називали:
- Лонгчен Рабжам (klong chen rab 'byams)
- Лонгчен Рабжампа (klong chen rab 'byams pa)
- Лонгченпа Дріме Озер (klong chen pa dri med 'od zer)
- Кунк'єн Лонгченпа (kun mkhyen klong chen pa)
- Кунк'єн Лонгченпа Рабжам (kun mkhyen klong chen rab 'byams)
- Кунк'єн Ченпо (kun mkhyen chen po)
- Кунк'єн Ченпо Дріме Озер (kun mkhyen chen po dri med 'od zer)
- Кунк'єн Чокьї (kun mkhyen chos kyi rgyal po)
- Г'ялва Лонгчен Рабжам (rgyal ba klong chen rab 'byams)
- Г'ялва Лонгчен Рабжам Дріме Озер (rgyal ba klong chen rab 'byams dri med 'od zer)
- Сам'єпа Цултрім Лодро (bsam yas pa tshul khrims blo gros)
- Дордже Зіджид (rdo rje gzi brjid)

[джерело?]

## Біографія

### Народження і дитинство
Лонгченпа народився 2 березня 1308 року у селі Тодронг, розташованої в У-Цанге, центральному районі Тибету. Імовірно, його сім'я була аристократичною і мала духовні корені як з боку батька, Тенпасунга, так і матері, Сонамгьен. Батьківська лінія сходила до безпосереднього учня Падмасамбхави Гьєлва Чокьянгу.
У тибетській і буддійської традиції відправними точками для опису життя великих вчителів є минулі життя і пренатальні пророцтва. Вважається, що чудеса супроводжують вагітність і народження вказують на духовні напрацювання та досягнення. Так, за легендою, в ніч, коли Лонгченпа був зачатий, його матері наснилося, як сонячні промені сяяли з чола величезного лева, висвітлюючи три світи, і потім розчинилися в її тілі. Попередніми втіленнями Лонгченпи в буддійській традиції вважаються Цултрим Дордже (1291-1317), а також дочка Трисонг Децена (742-797) і безпосередня учениця Падмасамбхави принцеса Лхакам. Лонгченпа також вважається еманацією бодхісаттви мудрості Манджушрі, покровителя інтелектуальних занять і монаших покликань.
З дитячих років навчання Лонгченпи полягало в оволодінні різними обрядами, церемоніями і такими традиційними дисциплінами як тибетська медицина і астрологія. З п'яти років він умів читати і писати, і до дев'яти років, прочитавши по сто разів тексти Праджняпараміти у вісім і двадцять п'ять тисяч строф, пам'ятав їх напам'ять. Цікавився як давніми, так і сучасними тантричними текстами.

### Навчання в монастирі
Коли Лонгченпі було дев'ять років, померла його мати, а батько помер, коли йому було одинадцять років. У 12 років Лонгченпа прийняв від вчителів Самдруба Ринчена і Кунга Озера обітницю послушника в монастирі Сам'є, отримавши ім'я Цултрим Лодра (Tshul khrims blos gros). Сам'є — перший в Тибеті буддійський монастир, в якому одним з перших був висвячений предок Лонгченпи по батькові Г'єлва Чокьянг.
Лонгченпа вивчив базові чернечі буддійські дисципліни, проявивши яскравий інтелект, і ставши відомим під час навчання як Сам'є Лунгмангва («ерудит з Самьями», або «той, що держав безліч передач в Сам'є»). Тут же він продемонстрував свій поетичний талант, що проявлявся пізніше і в його літературних творах.
У віці шістнадцяти років Лонгченпа отримав безліч тантричних навчань у Таші Ринчена, Ванг'є, Залунгпа і інших вчителів. З дев'ятнадцяти до двадцяти п'яти років він навчався логіці та діалектиці в монастирському університеті Сангпу Ньютог, в тому числі вивчаючи сім трактатів Дхармакирти, тексти Майтринатхи Асанги і інші вчення Мадх'яміки і Праджняпараміти. Він також освоював звичайні для чернечого навчання предмети (граматику, віршування, драму та інші) і отримав низку внутрішніх (езотеричних) навчань і передач.
Завдяки своїм успіхам в осягненні буддійського вчення Лонгченпа став відомий як Лонгчен Рабджампа — «Великий учений, подібний безмежному простору».

### Зустріч з учителем Кумараджа. Становлення учителем і письменником
Після завершення навчання Лонгченпа залишив монастир і став вести життя мандрівного аскета в пустельній тибетської місцевості. Ймовірно, близько 1336 року Лонгченпа зустрівся зі своїм першим основним вчителем — Кумараджою, від якого він отримав вчення Великої Досконалості в традиції Віма ньінгтіг, що йде від Вімаламітри. Після цієї зустрічі і до кінця життя Лонгченпа присвятив свої думки і увагу ньінгтіг. На основі отриманих від Кумараджи навчань він написав коментар на Віма ньінгтіг (Bla ma yang thig).
У видіннях Гуру Падмасамбхава дав Лонгчену Рабджаму передачу Кхандро Ньінгтіг і нарік його Дріме Одзером (тиб. dri-med a 'od-zer), а духовна дружина Гуру Падмасамбхави, Еше Цогьял дала йому ім'я Дордже Зіджид (тиб. rdo-rje gzi-brjid).

### Смерть
25 грудня 1363 року Лонгчен Рабджам сказав кільком учням: «Приготуйте підношення і вийдіть з кімнати». Коли учні висловили бажання залишитися поруч з ним, Лонгчен Рабджам вимовив: «Отже, я збираюся покинути своє зношене ілюзорне тіло. Не галасуйте, а перебувайте в спогляданні». Потім його розум розчинився в первісному стані, а тіло залишилося сидіти в позі Дхармакаї. Присутні відчули, як задрижала земля, і почули шум. В Писаннях такі явища під час смерті вважаються ознаками високих духовних досягнень. Тіло не чіпали протягом двадцяти п'яти днів, і протягом цього періоду небо постійно висвітлювали веселки. У найхолодніші зимові місяці в Тибеті земля нагрілася, розтанув лід, і розцвіли троянди. Під час кремації тричі здригнулася земля, і сім раз почувся гучний шум. Серце, язик і очі Лонгчена Рабджама не згоріли — це ознака пробудження в сутності трьох непорушних реальностей тіла, мови і розуму. З кісток з'явилися п'ять видів дунг і безліч рінгселов, що свідчило про досягнення п'яти тіл і п'яти видів мудрості стану Будди. Великі рінгсели розділилися потім на сотні і тисячі дрібних. Одним з перероджень Лонгчена Рабджама був великий Тертон Пема Лінгпа.

## Творча спадщина

### Роботи Лонгчен Рабжама
Лонгчен Рабджам написав приблизно двісті сімдесят трактатів. Коли на прохання Одзера Гочі він записував п'ятдесят п'ять трактатів Кхандро Янгтіг, небо постійно висвітлювали світла веселок, і всі присутні могли бачити чудові прояви дакіней. В чистих видіннях Лонгчен Рабджам зустрічався з Вімаламітрою і отримав благословення, передачі і пророцтва. Вімаламітра надихнув його написати роботу Лама Янгтіг, що складається з тридцяти п'яти трактатів і роз'яснює Вчення Віма Ньінгтіг. Лонгчен Рабджам також є автором Забмо Янгтіг, коментаря до Кхадро Ньінгтіг і Віма Ньінгтіг. В його кімнаті учні бачили багато разів захисників Дхарми Екаджаті, Ваджрасадху (Дордже Легпа) і Рахулу, які готували для нього чорнило і папір. Нижче перераховані деякі головні роботи Лонгчена Рабджама:

#### Сім Скарбниць
- Сім великих трактатів (тиб. mdzod-chen bdun)
  - 1. Всевиконуюча Скарбниця (yid-bzhin rin-po-che 'i mdzod)
  - 2. Дорогоцінна Скарбниця Усних Настанов (man-ngag rin-po-che 'i mdzod)
  - 3. Дорогоцінна Скарбниця Дхармадхату (chos-dbyings rin-po-che 'i mdzod)
  - 4. Дорогоцінна Скарбниця Філософських Систем (grub-mtha' mdzod)
  - 5. Скарбниця Вищої Колісниці (thegs-mchog mdzod)
  - 6. Скарбниця Дорогоцінних Слів і Сенсу (tshig-don mdzod)
  - 7. Дорогоцінна Скарбниця Природного Стану (gnas-lugs mdzod)

#### Інші твори
- Трилогія про спокій (тиб. ngal-gso skor-gsum). У неї входять три корінних тексти, і до кожного з цих текстів є більш стислий виклад, що має назву «гірлянда», коментар, названий «колісниця» і коментар-настанова по практиці. Корінні тексти:
  - 1. sems-nyid ngal-gso, пояснює всі стадії шляху Навчань Сутр і Тантр.
  - 2. sgyu-ma ngal-gso, являє собою повчання по відсіканню шляху прихильності до явищ за допомогою Вчень про восьми прикладах ілюзій.
  - 3. bsam-gtan ngal-gso, настанова з глибинного шляху самоіснуючої природної мудрості.

- Трилогія про самозвільнення (тиб. rang-grol skor-gsum), дає настанови по розділу Семде:
  - 1. sems-nyid rang-grol-трактат з трьох розділів і наставляння по практиці Ламрім Ньінгпо.
  - 2. chos-nyid rang-grol — трактат з трьох розділів і наставляння по практиці Рінчен Ньінгпо.
  - 3. mnyam-nyid rang-grol трактат з трьох розділів по практиці Їдзин Ньінгпо.

- Трилогія внутрішньої сутності (тиб. yang-tig rnam-gsum) — в цих трактатах роз'яснюються найважливіші моменти Навчань Менгагде, і особлива увага приділяється практиці Тхогел:
  - 1. bla-ма yang-tig, або yang-zab yid-bzhin nor-bu являє собою зібрання тридцяти п'яти трактатів, роз'яснюють різні аспекти багатьох Навчань.
  - 2. mkha'-'gro yang-tig — коментар з п'ятдесяти п'яти трактатів на Кхадро Ньінгтіг.
  - 3. zab-mo yang-tig — дуже докладний і глибинний коментар на Навчання Віма Ньінгтіг і Кхадро Ньінгтіг.

- Трилогія про розсіяння темряви (тиб. mun-sel skor-gsum) — три коментаря на Гухьямайяджала-Тантру з позиції Навчань Ньінгтіг:
  - 1. spyi-don yid-kyi mun-sel
  - 2. bsdus-don ma-rig mun-sel
  - 3. 'grel-ba phyogs-bchu mun-sel

### Учні та лінія наступності
Головними учнями Лонгчен Рабджама були:
- троє прославлених вчених, які досягли реалізації — Кхедруб Делек Гьямцо, Кхедруб Чокі Тракпа і Кхедруб Кх'япдел Лхундруб;
- п'ять духовних синів — Денгом Чокі Тракпа, Г'ялсе Зопа, Лама Пелчокпа, Гуру Йеше Рабджам і Шону Сандже;
- чотири духовних благодійника, поширили Вчення — Тулку Пелджор Гьямцо, Сандже Кунга, Лодра Зангпо і Таго Чадрел Чодже;
- чотири йогина, які досягли реалізації —Пхаго Токден Гьялпо, Налджорпа Одзер Гоча, Рігдзін Осел Рангдрол і Чатанг Сонам Одзер.

В Лінію спадкоємності повного циклу Ньінгтіг, що відноситься до розділу Таємних настанов (Менгагде) Великої Досконалості, входять Майстри:
- Кхедруб Кхьяпдел Лхундруб,
- Тракпа Одзер,
- Сандже Онпо,
- Дава Тракпа,
- Кунзанг Дордже,
- Гьялсен Пелзанг,
- Нацок Рангдрол,
- Тендзін Тракпа,
- Донгак Тендзін,
- Ригдзин Трінлє Лхундруб

і цар Вчення Тердаг Лингпа.

## Дивись також
- Тертон
- Дзогчен
- Сім скарбниць